# IJ (rivier)

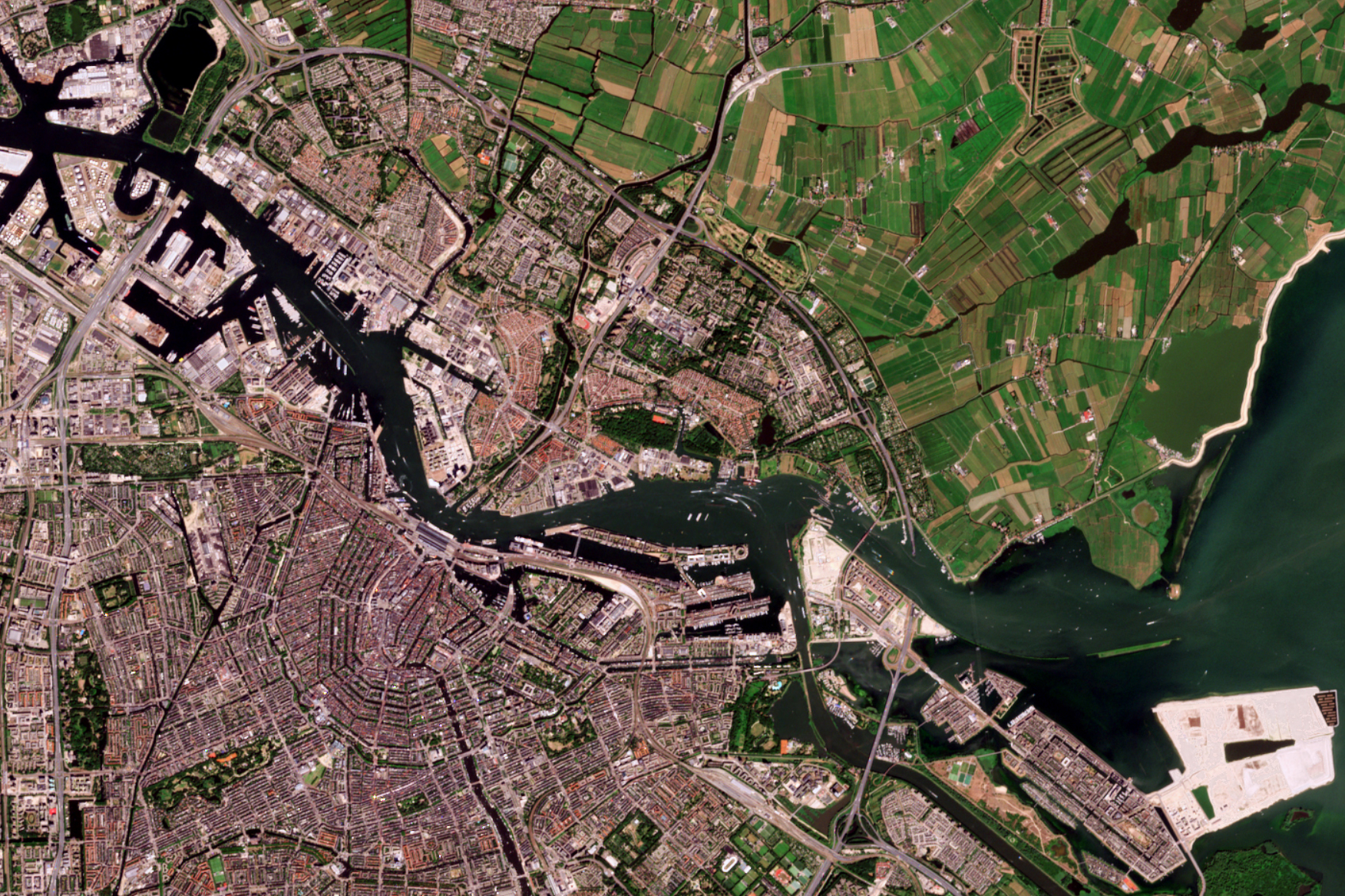
Satellietfoto 2020, met het IJ tussen het Noordzeekanaal (links) en het IJmeer (rechts).

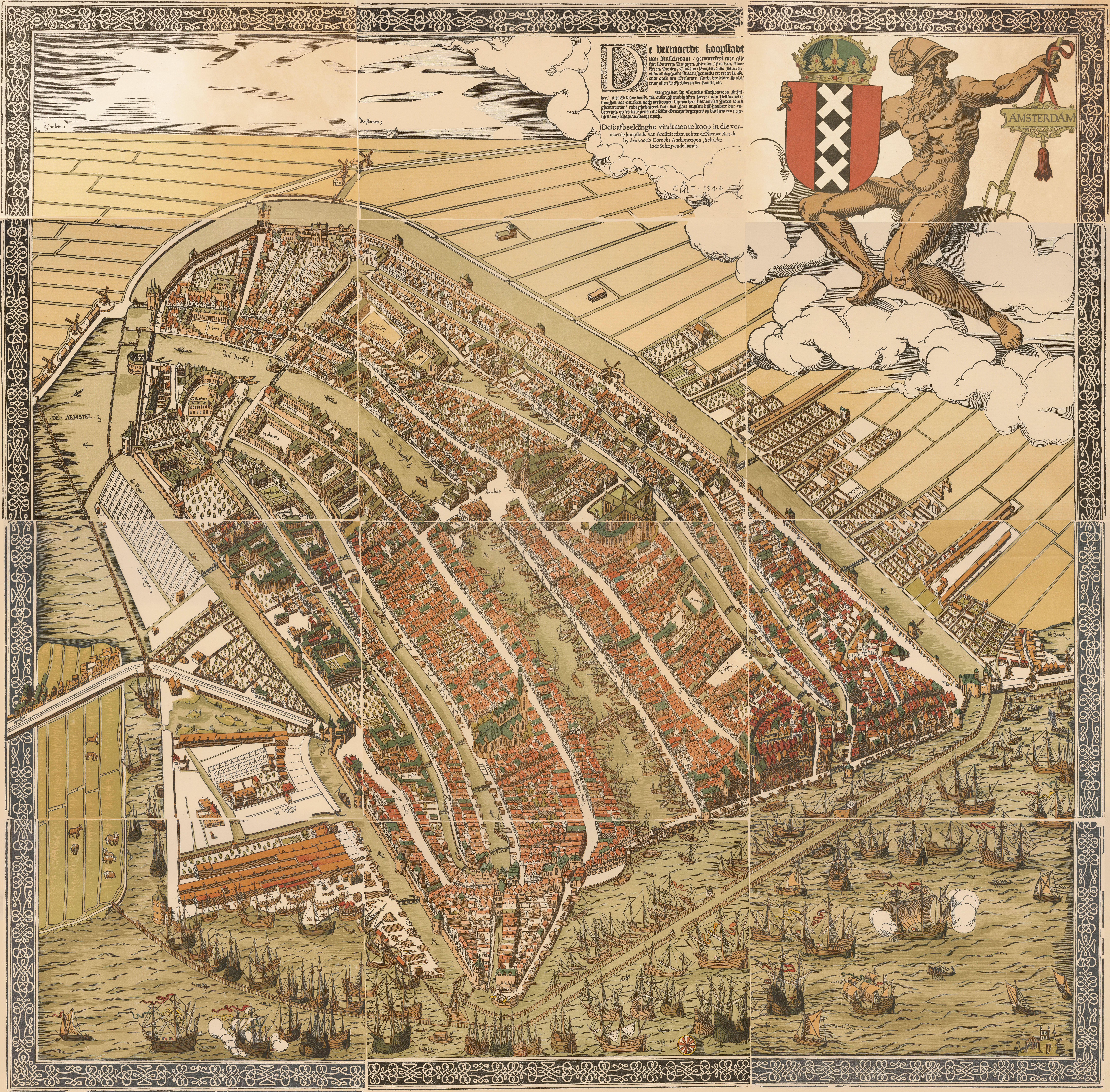
Amsterdam in 1544, door Cornelis Anthonisz, met het IJ op de voorgrond.

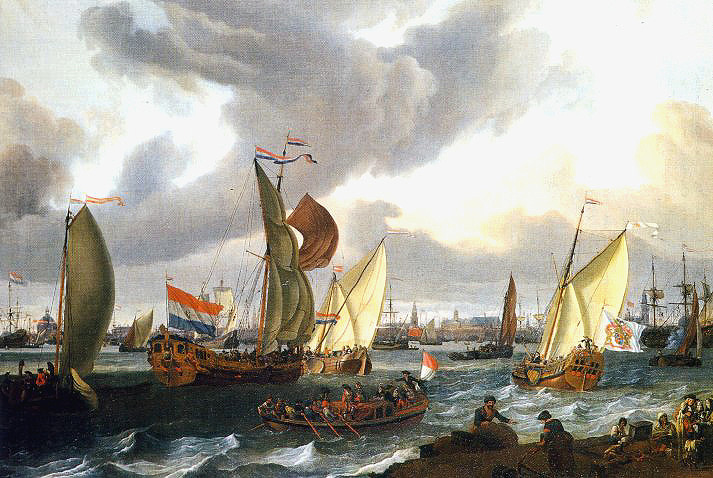
Drukte met zeilschepen op het IJ in de 17e eeuw.

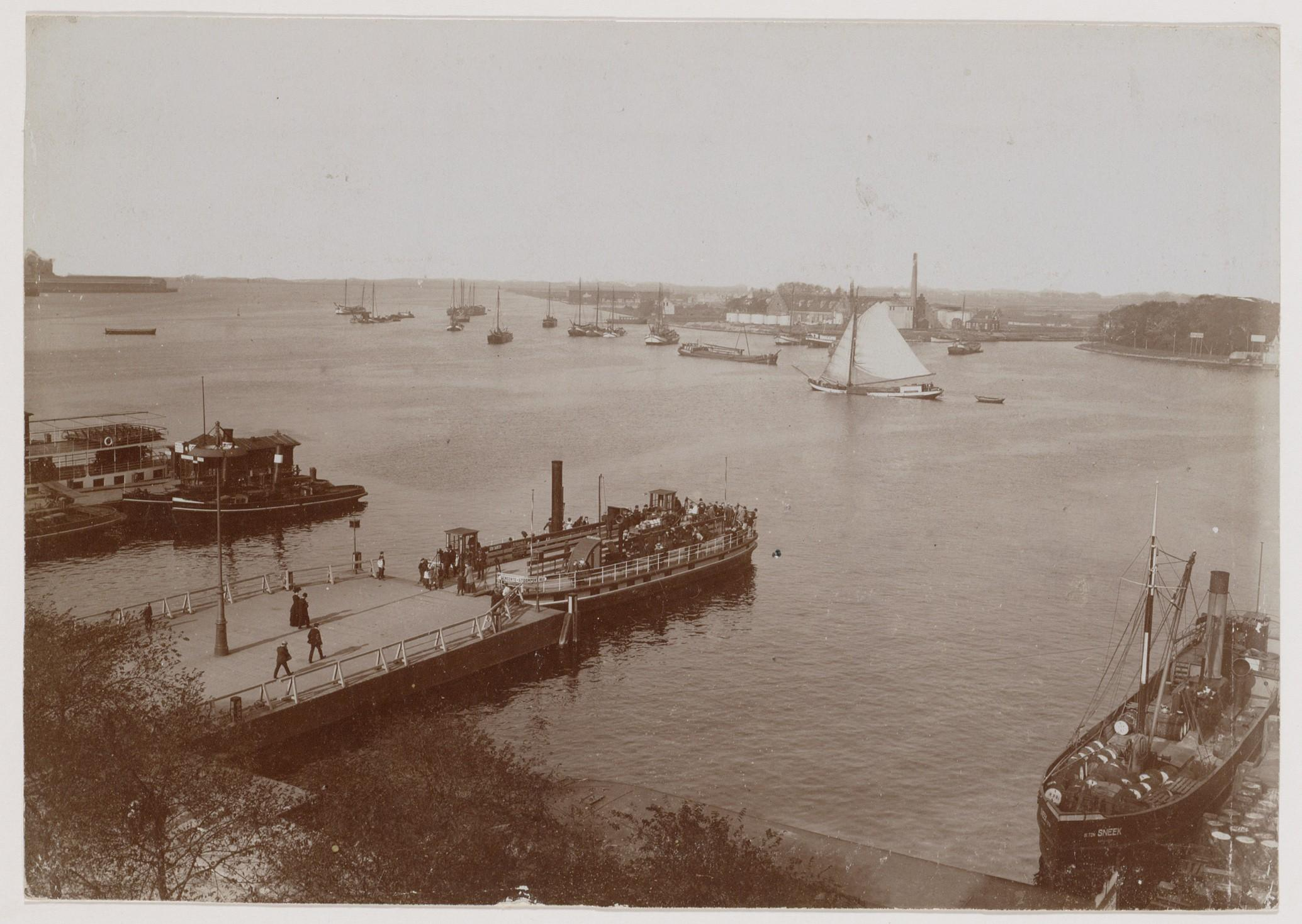
De Ruijterkade aan de zuidelijke oever van het IJ, met gemeenteveren, gezien in noordelijke richting naar de Tolhuispont; circa 1900.

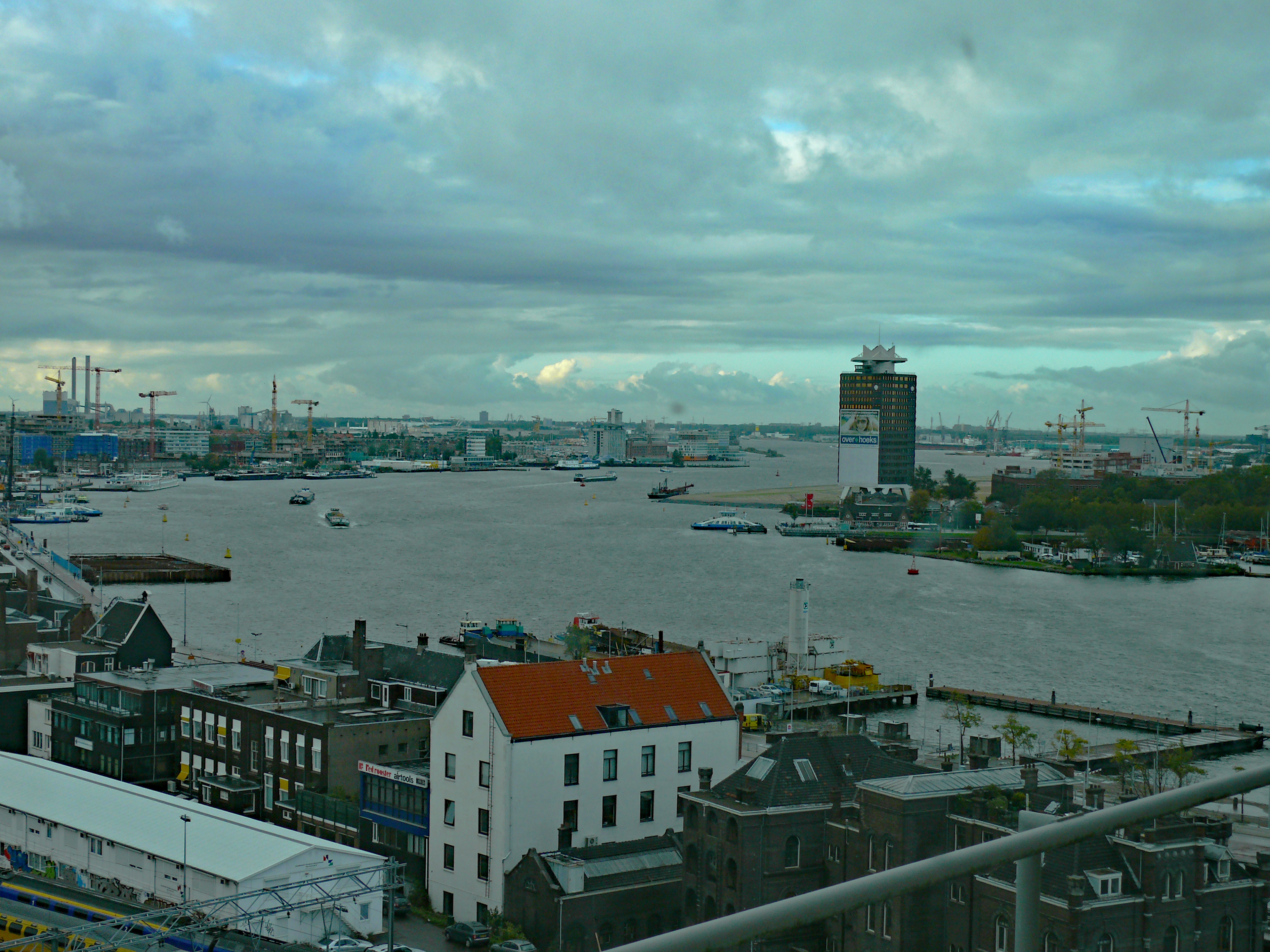
Uitzicht over de bocht in het IJ achter het C.S. - gezien vanaf Oosterdokeiland, (foto 2006)

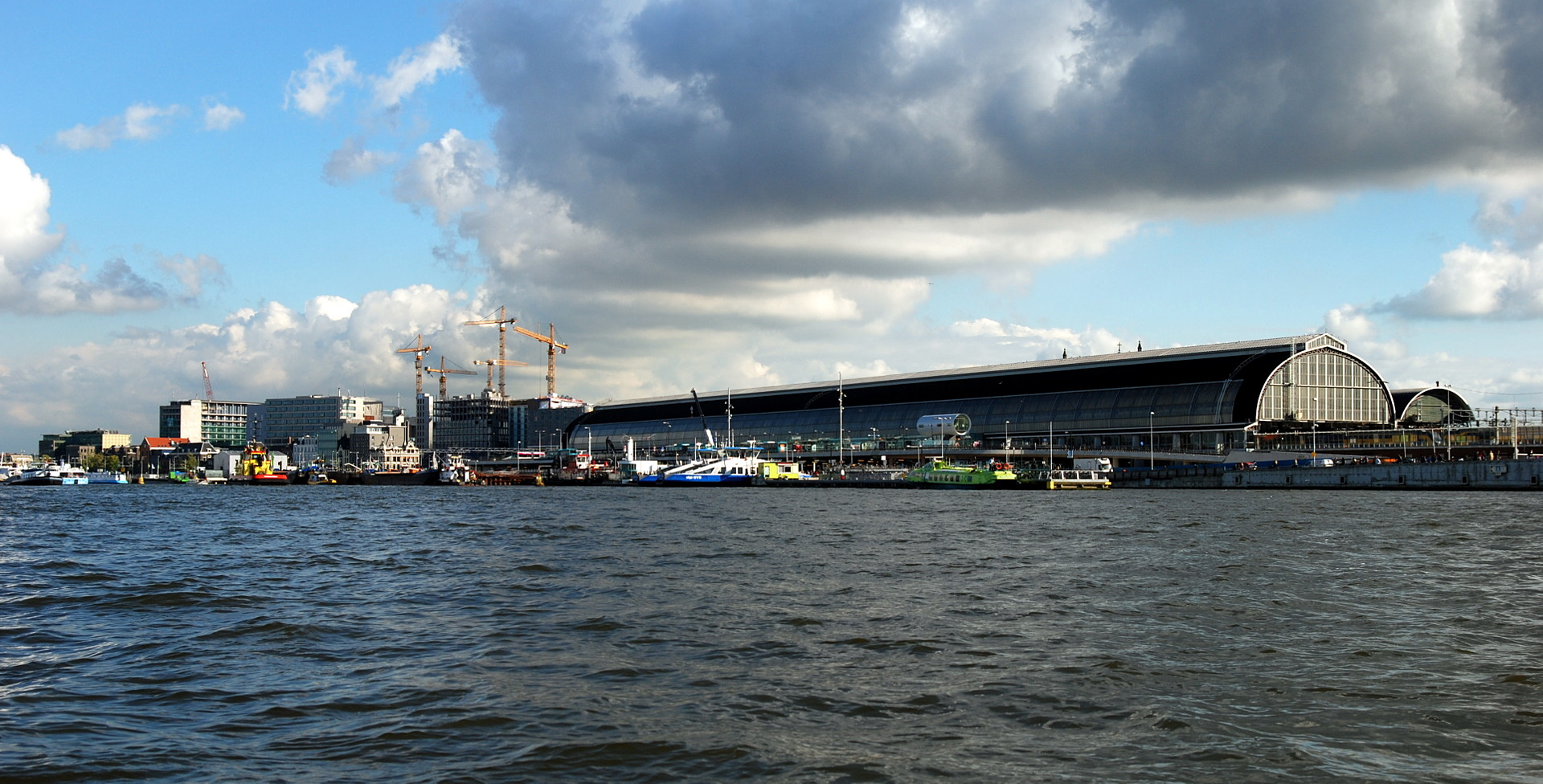
Het Stationseiland vanuit het noordwesten gezien, met het IJ op de voorgrond, (foto 2010).

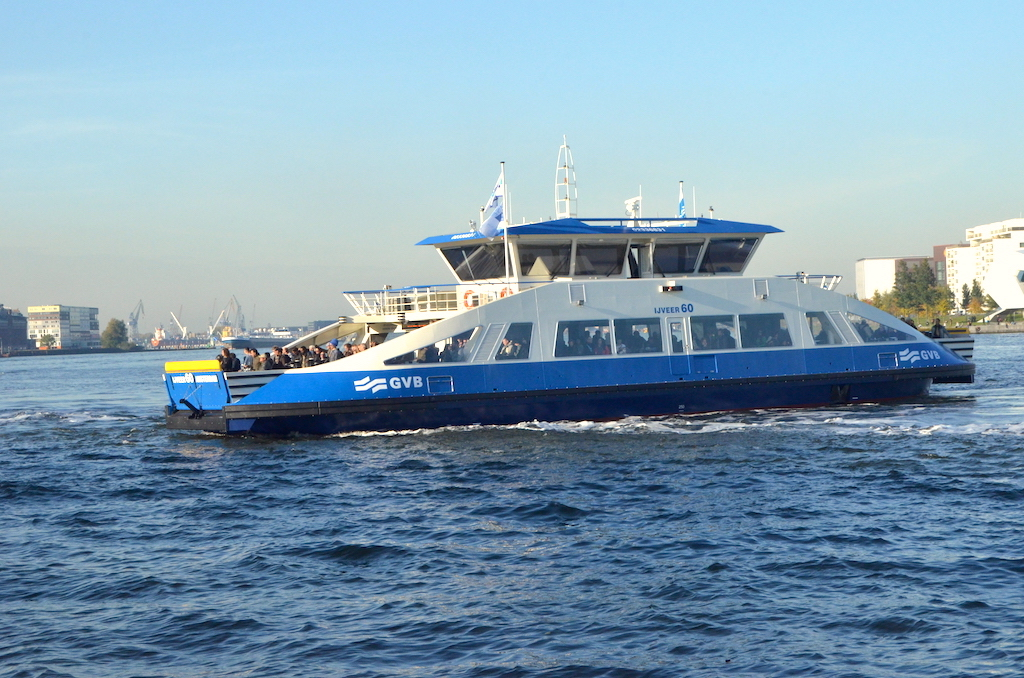
IJveer 60, de nieuwste aanwinst van het GVB op het Buiksloterwegveer, (foto 2016).

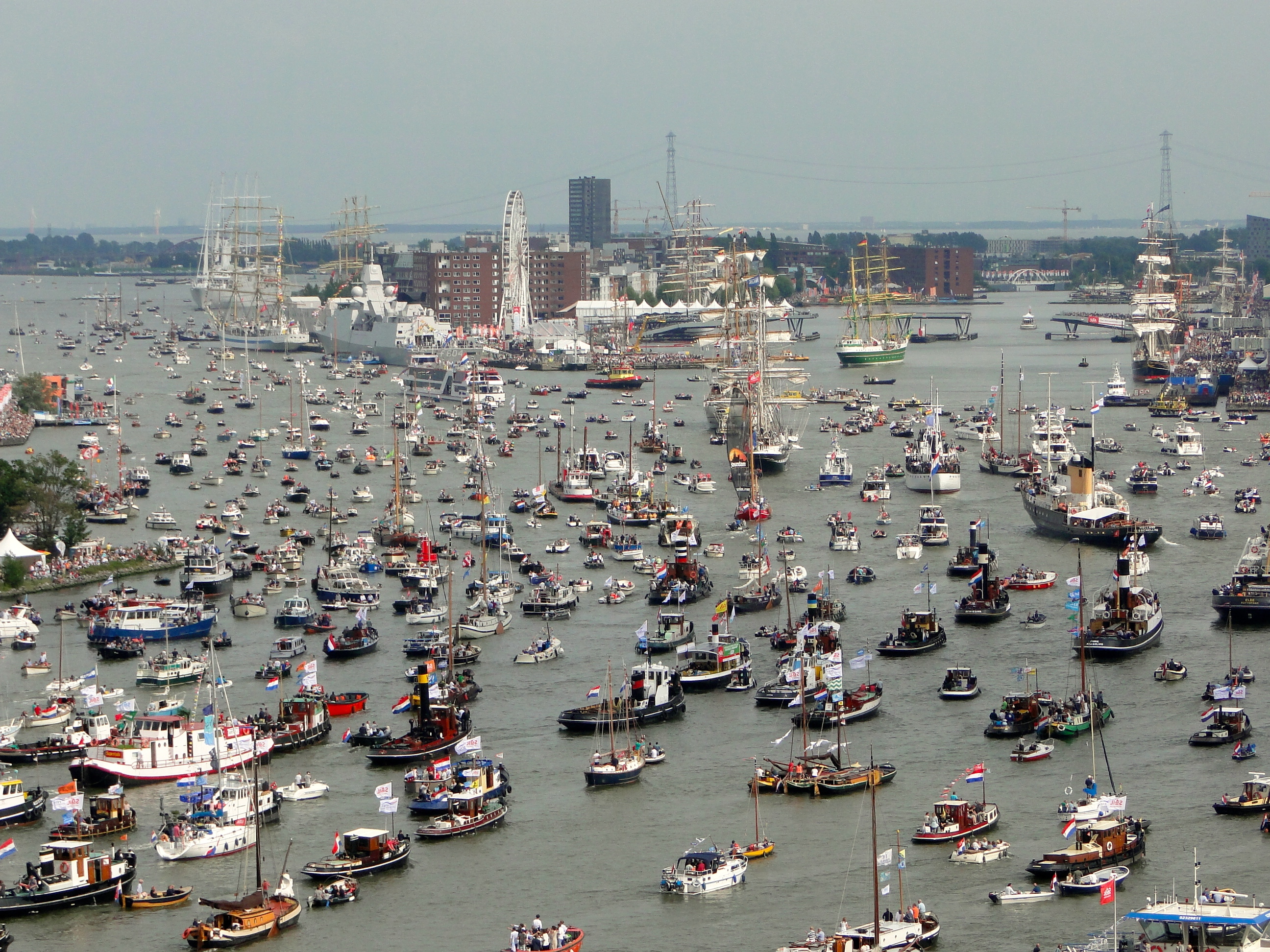
Grote drukte met zeilschepen op het IJ tijdens de parade aan het begin van Sail Amsterdam 2015; 19 augustus 2015.

Het IJ is een rivier, voorheen een zeearm, in Noord-Holland. Het eigenlijke IJ of Binnen-IJ scheidt de Amsterdamse binnenstad van Amsterdam-Noord, en was oorspronkelijk een uitloper van de Zuiderzee. De naam IJ is verwant aan het (West-)Friese Ae, Ee of Die. Dit betekent 'water'.

## Geschiedenis
Er bestaan meerdere theorieën over het ontstaan van het IJ. Mogelijk is het IJ begonnen als kreekje, als gevolg van een duindoorbraak bij Castricum. Meer waarschijnlijk is het IJ een restant van een noordelijke arm van de Rijndelta. Tot slot zou het IJ ook ontstaan kunnen zijn vanuit het aangrenzende Almere. Hoe dan ook, ten tijde van de Romeinen vormde het Oer-IJ de verbinding tussen het Almere en de Utrechtse Vecht enerzijds, en de Noordzee anderzijds. De verbinding met de Noordzee, ter hoogte van Castricum, is later dichtgeslibd, terwijl het IJ in de middeleeuwen steeds breder werd. Dit hield verband met het ontstaan van de Zuiderzee, zelf weer het gevolg van een aantal stormvloeden (zoals de Allerheiligenvloed).
In de middeleeuwen werden dijken langs het IJ gelegd: aan de zuidzijde van de Amstel in oostelijke richting de Sint Antoniesdijk (later vervangen door de Hoogte Kadijk), de Zeeburgerdijk en de Diemerzeedijk. In westelijke richting liggen de Haarlemmerdijk en Spaarndammerdijk. Aan de noordzijde ligt de Noorder IJdijk. Aan het eind van de Middeleeuwen ontstonden hierlangs dijkdorpen, van oost naar west: Durgerdam, Schellingwoude, Nieuwendam en Buiksloot.
Bij storm kon het water van het IJ zeer onstuimig worden. Op 17 januari 1629 viel er een geruchtmakend slachtoffer toen Frederik Hendrik van de Palts, de oudste zoon van Frederik V van de Palts, verdronk op een boottocht van Haarlem naar Amsterdam. Zij waren op weg gegaan om de door Piet Hein op de Spanjaarden buitgemaakte zilverschat in Amsterdam te bezichtigen, maar kwamen terecht in een hevige storm. Het schip verging en er verdronken vier opvarenden. Frederik V overleefde ternauwernood zelf de storm. De scheepsramp vond plaats op de 'Hollesloot' ten zuiden van Zaandam.

## Inpoldering en kanaalaanleg
In het midden van de negentiende eeuw werd besloten het grootste gedeelte van de zeearm, die zich westwaarts uitstrekte tot aan Velsen en Beverwijk, in te polderen, dit werden de IJpolders, en het restant van de Zuiderzee af te sluiten door middel van een dam ter hoogte van Schellingwoude met daarin de Oranjesluizen.
Het tegelijkertijd aangelegde Noordzeekanaal (geopend in 1876) verbindt het Afgesloten-IJ met de Sluizen van IJmuiden en de eveneens nieuw aangelegde haven van IJmuiden. Het Buiten-IJ ligt ten oosten van de Oranjesluizen en sluit aan op het IJmeer en Markermeer.
Drie vroegere eilanden, Ruigoord (vroeger ook Kooijen eiland genoemd), De Horn, Hoekenes en de restanten van Jan Rebellenwaard, werden opgenomen in de IJpolders. Door aanleg van het Westelijk Havengebied vanaf de jaren vijftig werden de eilanden (grotendeels) vergraven. Tot in het einde van de 20e eeuw waren er protesten tegen de sloop van het restant van het dorp Ruigoord voor de aanleg van de Afrikahaven.
Bij Spaarndam ligt ten noorden van de Spaarndammerdijk ook nog een IJ, dat ook een niet-ingepolderd stuk van de oorspronkelijke zeearm is. In Spaarndam scheidt de Spaarndammerdijk (met de Kolksluis en de Grote Sluis) het IJ van het Spaarne.

## Aanplempen van eilanden
Vanaf de 17e eeuw werden er eilanden in het IJ aangeplempt door slib en zand op de bodem te storten net zo lang tot er vaste grond ontstond.
Als onderdeel van de Eerste en Tweede Uitleg werden in 1593 drie eilanden ten oosten van de bestaande stad en ten zuiden van het IJ aangeplempt. Dit werden Rapenburg, Uilenburg en Valkenburg. In 1634 werd ook het Waalseiland aangeplempt, waarna de zuidelijke begrenzing van het IJ kwam te liggen ter hoogte van de huidige Prins Hendrikkade.
De  Westelijke Eilanden werden tussen 1611 en 1615 als onderdeel van de Derde Uitleg gerealiseerd. De Oostelijke Eilanden volgden enkele decennia later, omstreeks 1650, als onderdeel van de Vierde Uitleg.
Tijdens de aanleg van het Noordzeekanaal werden, tussen 1870 en 1880, ter hoogte van de vroegere Amstelmond drie eilanden in het IJ aangeplempt, met zand afkomstig uit de duinen bij IJmuiden, dat vrijgekomen was bij het graven van de sluizen van IJmuiden. Op deze eilanden werd het Centraal Station gebouwd (geopend in 1889). Door het Stationseiland werd de oude binnenstad van Amsterdam afgescheiden van het IJ, waardoor de havenfunctie zich naar elders verplaatste.
In het oostelijke deel van het afgesloten IJ werd eind 19e eeuw het Oostelijk Havengebied aangelegd met in het IJ aangeplempte schiereilanden, waaronder het huidige Java-eiland en KNSM-eiland. Eind 20e eeuw werd dit een woonwijk, gelegen direct aan het water van het IJ. In het IJmeer wordt sinds 2002 gebouwd aan de nieuwbouwwijk IJburg ook op aangeplempte eilanden. Het zand hiervoor is afkomstig uit de buurt van Lelystad.
In het IJmeer ligt het vanaf 1887 aangeplempte Fort Pampus, als onderdeel van de Stelling van Amsterdam.

## Waterpeil en drinkwatervoorziening
Het waterpeil van IJ, Noordzeekanaal en Amsterdam-Rijnkanaal heeft een streefpeil van NAP -0,40 m. Het Buiten-IJ wordt samen met het IJmeer en het Markermeer op een winterpeil van NAP -0,40 m en een zomerpeil van NAP -0,20 m gehouden door middel van spuien en bemalen. Het IJ is een essentieel onderdeel van de Waterhuishouding van het Amsterdam-Rijnkanaal en het Noordzeekanaal voor de afvoer van overtollig water uit Utrecht en Noord-Holland via de sluizen van IJmuiden naar de Noordzee.
Het draagt tevens bij aan de drinkwatervoorziening van meer dan 1 miljoen Nederlanders omdat het in verbinding staat met het Markermeer en deels het IJsselmeer. Het IJsselmeer vormt het grootste zoetwaterbekken van Nederland. Toch bestaan er in het IJ ook diepere zoutwaterlagen, die echter gescheiden blijven van het zoete water - zoals de stadsbioloog Martin Melchers in 1991 vermeldde in zijn boekje (en latere film) 'Haring in het IJ'.

## IJ-veren
De Amsterdamse veren verzorgen diensten over het IJ. Sinds 1897 wordt de dienst tussen het Centraal Station en het Tolhuis in Amsterdam-Noord verzorgd door de Gemeenteveren Amsterdam (GV). In de loop van de 20e eeuw kwamen er nog diverse bij, zoals de pont naar de Adelaarsweg en ook diverse kleine personenveren. In 1943 ontstond het Gemeentevervoerbedrijf door fusie van de Gemeentetram met de Gemeenteveren.
Na de bouw van de Schellingwouderbrug (1957) en de Coentunnel (1966) resteerden nog twee personenveren en met de opening van de IJ-tunnel (1968) werd naast het Adelaarswegveer ook het personenveer III opgeheven en ruim twee jaar later het laatste personenveer IV. In 1974 kwam door de Oliecrisis van 1973 het Adelaarswegveer weer in bedrijf en vervoerde het Buiksloterwegveer geen auto's meer.
Sinds 1988 werd het Adelaarswegveer gevaren met een kleine boot, uitsluitend bestemd voor voetgangers en fietsverkeer. Sinds 1995 / 2002 varen er de huidige IJveren (serie 50) en voeren de grote ponten (serie 20), die ook auto's en vrachtwagens vervoerden die niet door de tunnels mochten rijden, alleen nog op het Distelwegveer. Sinds april 2007 worden hier ook geen auto's meer vervoerd en werd het vrachtverkeer verwezen naar de Hempont.
Nieuwe veerdiensten kwamen er bij in 2007, toen het NDSM-terrein een veerdienst kreeg, en in 2014, toen het Oostveer werd ingesteld tussen het Azartplein in het Oostelijk Havengebied en het oostelijke uiteinde van de Johan van Hasseltweg.

## Vaste oeververbindingen
Sinds halverwege de 19e eeuw zijn er vele plannen geweest voor een Brug over het IJ in Amsterdam. Het oudste bekende plan dateert van 1839 toen de Monnickendamse aannemer Tijmon Kater een brug voorstelde die de boeren uit Waterland een gemakkelijker toegang tot de stad zou verlenen om hun melkproducten af te leveren.
Tussen 1851 en 1886 maakte de Amsterdamse aannemer Jan Galman (1807-1891) diverse ontwerpen voor een brug over het IJ. Zijn plannen werden niet uitgevoerd omdat grote schepen te veel hinder zouden ondervinden van een brug.

### Oranjesluizen
In 1872 werden de Oranjesluizen op de grens van het IJ en Buiten IJ tussen Schellingwoude en de Paardenhoek op het latere Zeeburgereiland ingebruik genomen.  

### Schellingwouderbrug
In 1957 kwam er een brugverbinding over het Buiten-IJ aan de oostelijke rand van Amsterdam, in de vorm van de Schellingwouderbrug. Verder bleef Amsterdam-Noord afhankelijk van pontverbindingen voor het verkeer met de rest van de stad.

### Coentunnel
De Coentunnel ligt net ten westen van de overgang van het IJ in het Noordzeekanaal. Deze tunnel werd in 1966 voor het autoverkeer geopend.

### IJtunnel
Vanaf 1956 werd gebouwd aan de IJtunnel. Deze werd in 1968 voor autoverkeer geopend en verminderde het isolement van Amsterdam-Noord. Fietsers en voetgangers bleven aangewezen op de ponten.

### Zeeburgertunnel
In 1990 werd ten oosten van de Schellingwouderbrug onder het Buiten IJ de Zeeburgertunnel ingebruik genomen.

### Noord/Zuidlijn
Sinds 22 juli 2018 bestaat er ter hoogte van de Centraal Station ook een metroverbinding onder het IJ met de ingebruikname van metrolijn 52.

### Nieuwe ontwikkelingen
Om op den duur alternatieven voor de overvolle ponten te kunnen bieden gaven Burgemeester en Wethouders in januari 2017 aan de voorkeur te geven voor een brug tussen het Java-eiland en de Boorstraat. Een tweede brug tussen het Stenen Hoofd en de Grasweg zou pas op lange termijn aan de orde komen. Voorts wil men het station Sixhaven aan de Noord/Zuidlijn alsnog afbouwen. Ook wordt er nog een studie verricht naar een mogelijke fiets- en voetgangerstunnel in de buurt van het Centraal Station. Maar eerst zal er de kortere termijn geïnvesteerd moeten worden in meer ponten over het IJ.

## Sail Amsterdam
Sinds 1975 vindt eens per vijf jaar op het IJ het nautisch evenement Sail Amsterdam plaats. Er liggen dan gedurende vijf dagen talloze zeilschepen in en rond het IJ. Ook wordt het IJ dan druk bevaren door vele boten met mensen die de schepen vanaf het water willen bewonderen. Voor mensen die geen eigen boot hebben worden hiervoor rondvaarten georganiseerd. Op de kades vinden daarbij ook nog allerlei randactiviteiten en optredens plaats en elke dag wordt afgesloten met een grandioos vuurwerk. Sail begint met een gezamenlijke intocht (Sail In), waarbij alle schepen van IJmuiden via het Noordzeekanaal naar het IJ varen en eindigt met een gezamenlijke uittocht (Sail Out, in 2015: 'Thank You Parade'). In 2020 werd Sail niet gehouden vanwege de coronapandemie die dat jaar uitbrak. Grote evenementen werden als gevolg daarvan dat jaar tot 1 september verboden waardoor het niet mogelijk was het evenement te organiseren.

## IJ bij Spaarndam
Het IJ bij Spaarndam is een niet-ingepolderd deel van de oude zeearm het IJ. De rivier het Spaarne mondt erin uit. Dit IJ is nu deel van de verbinding tussen de Haarlemmermeer en de rest van het IJ via het Noordzeekanaal. Bij de aanleg van het Noordzeekanaal zijn grote delen van het IJ ingepolderd; bij Spaarndam is nog een deel van Het IJ gespaard gebleven, en door het Zijkanaal C verbonden met het Noordzeekanaal.

## Galerij

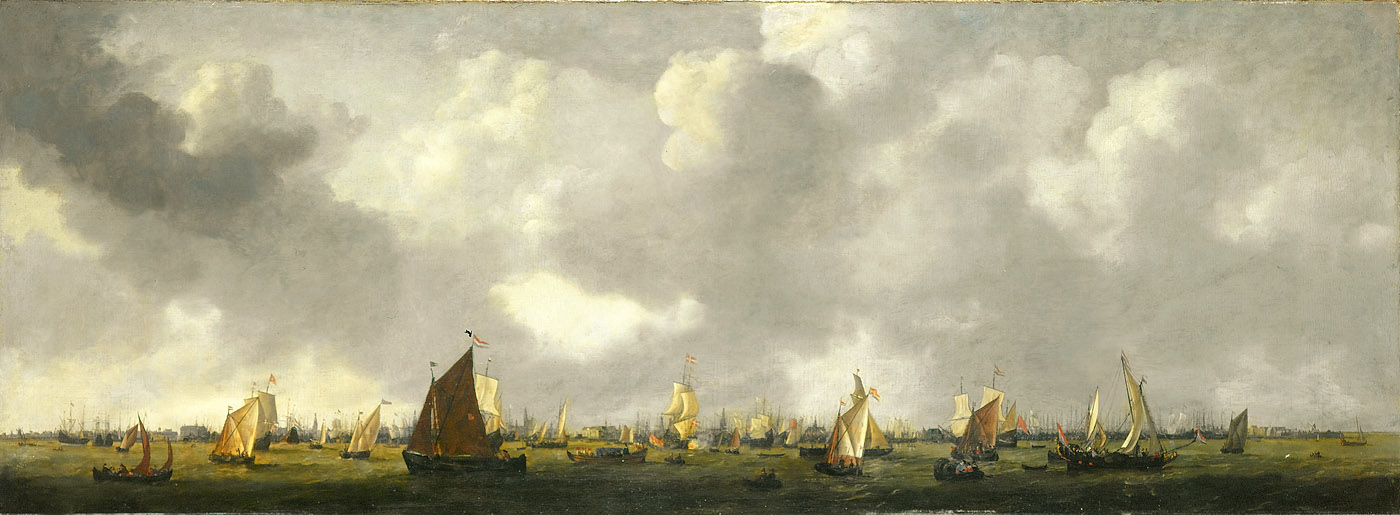
Scheepvaart op het IJ voor Amsterdam. Schilderij van Reinier Nooms (1623/'24-1664); 1661.
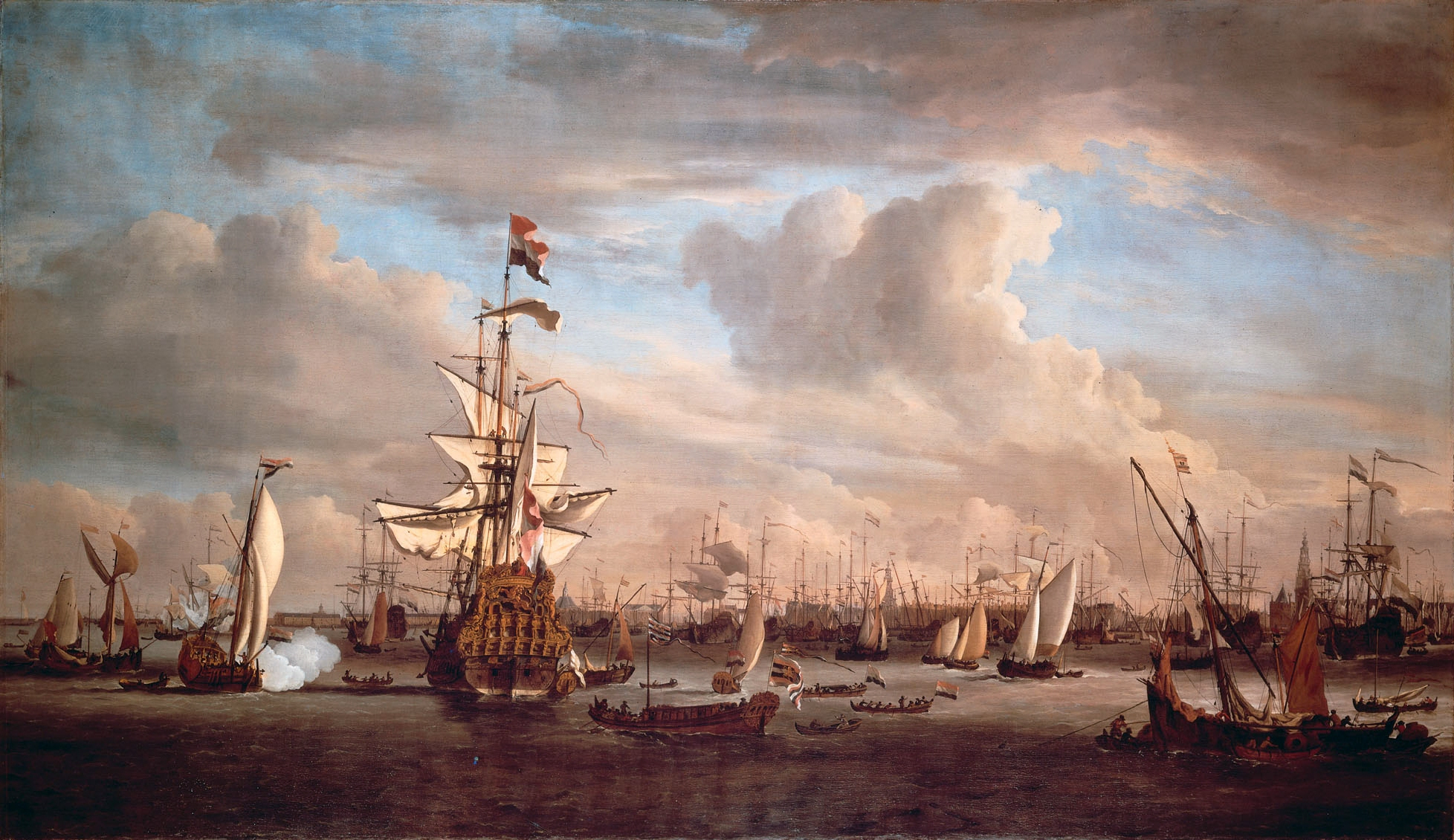
Het voormalige vlaggeschip van Cornelis Tromp de 'Gouden Leeuw' op het IJ voor Amsterdam. Schilderij van Willem van de Velde de Jonge (1633-1707); 1686.
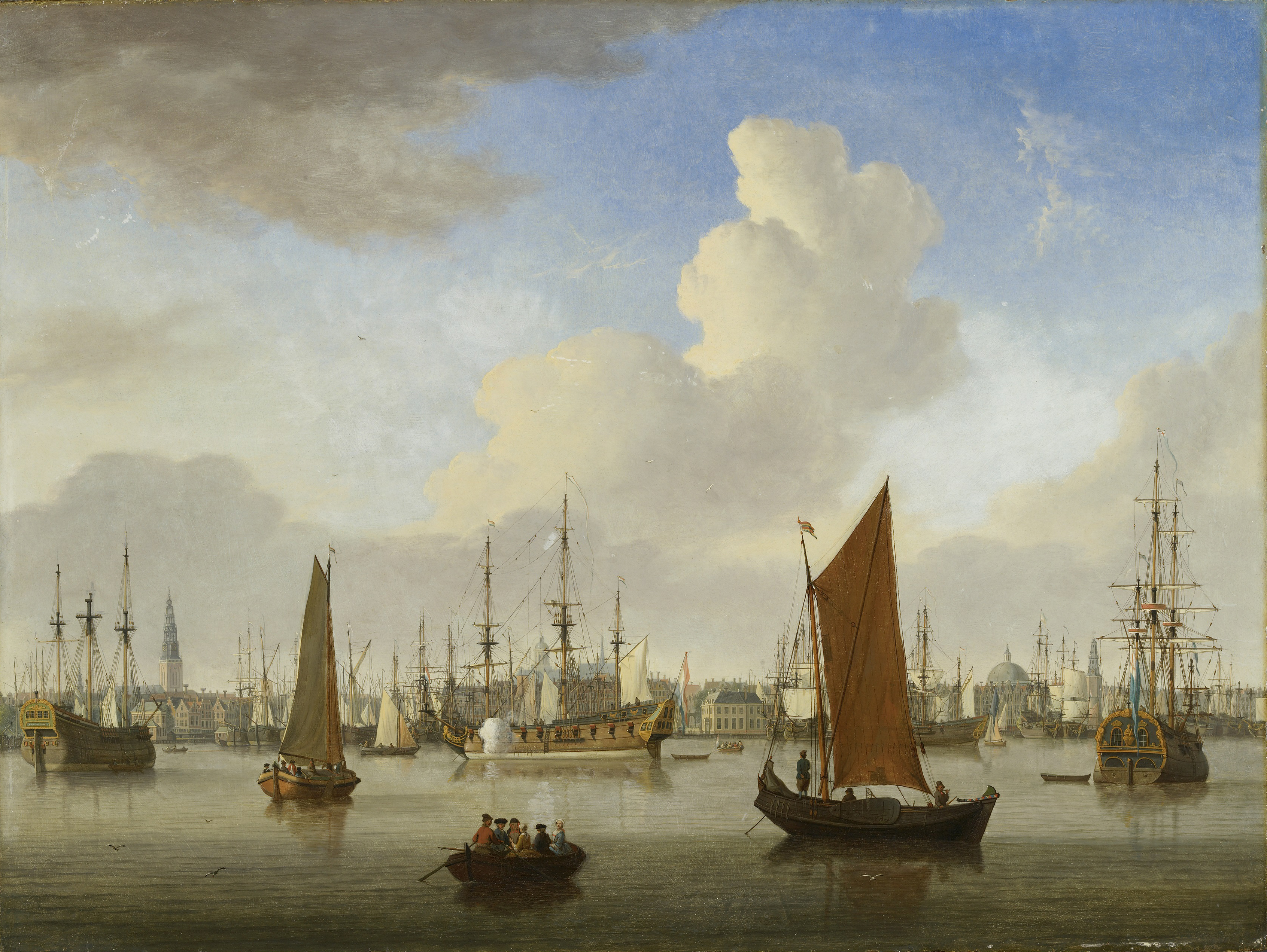
Gezicht op het IJ en Amsterdam. Schilderij van Jan ten Compe (1713-1761); 1752.
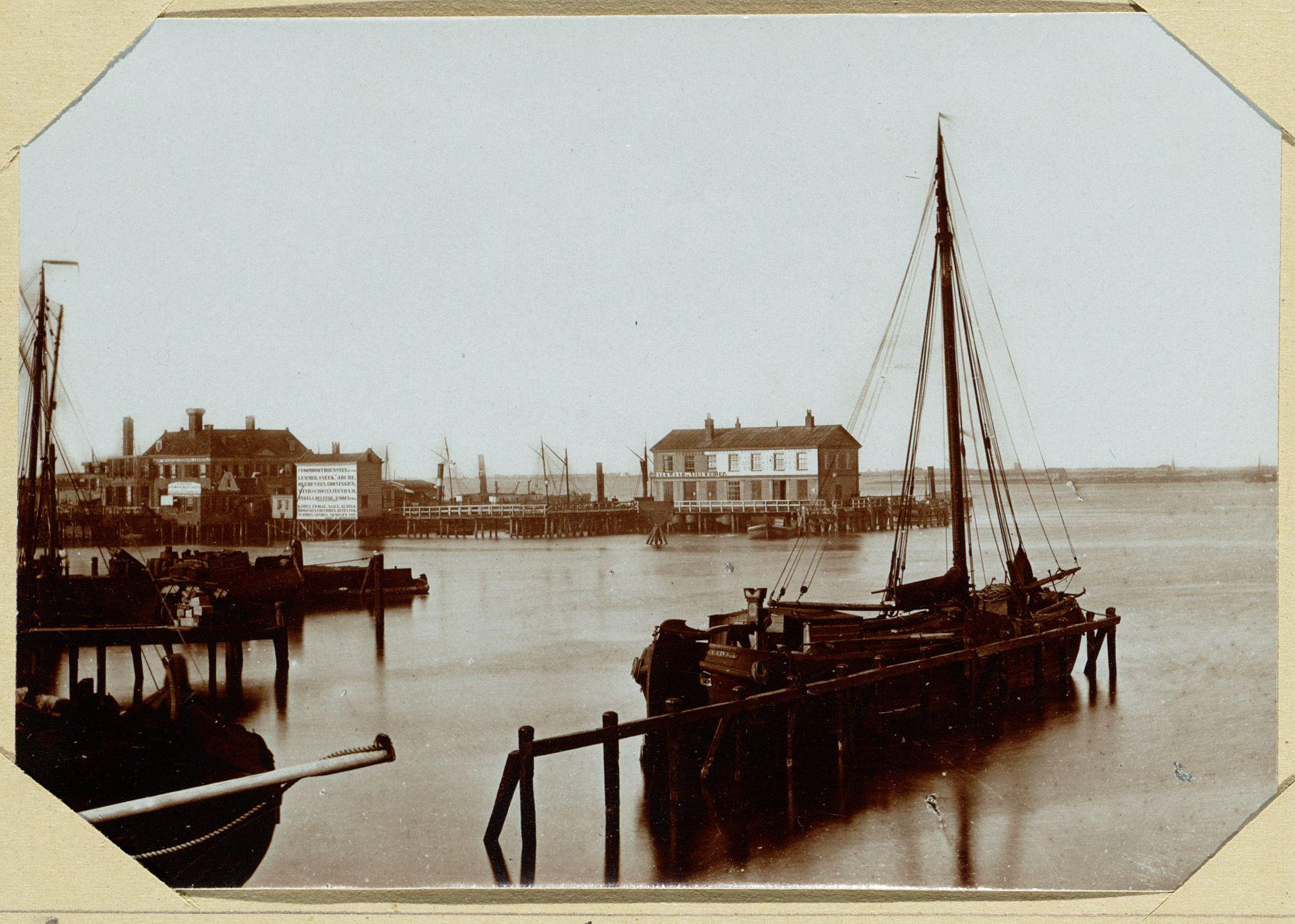
De Nieuwe Stadsherberg aan het IJ. Gebouwd in 1660 en afgebroken in 1870/71 voor de aanleg van het Stationseiland. Gezien vanaf de Prins Hendrikkade in noordelijke richting; circa 1867.
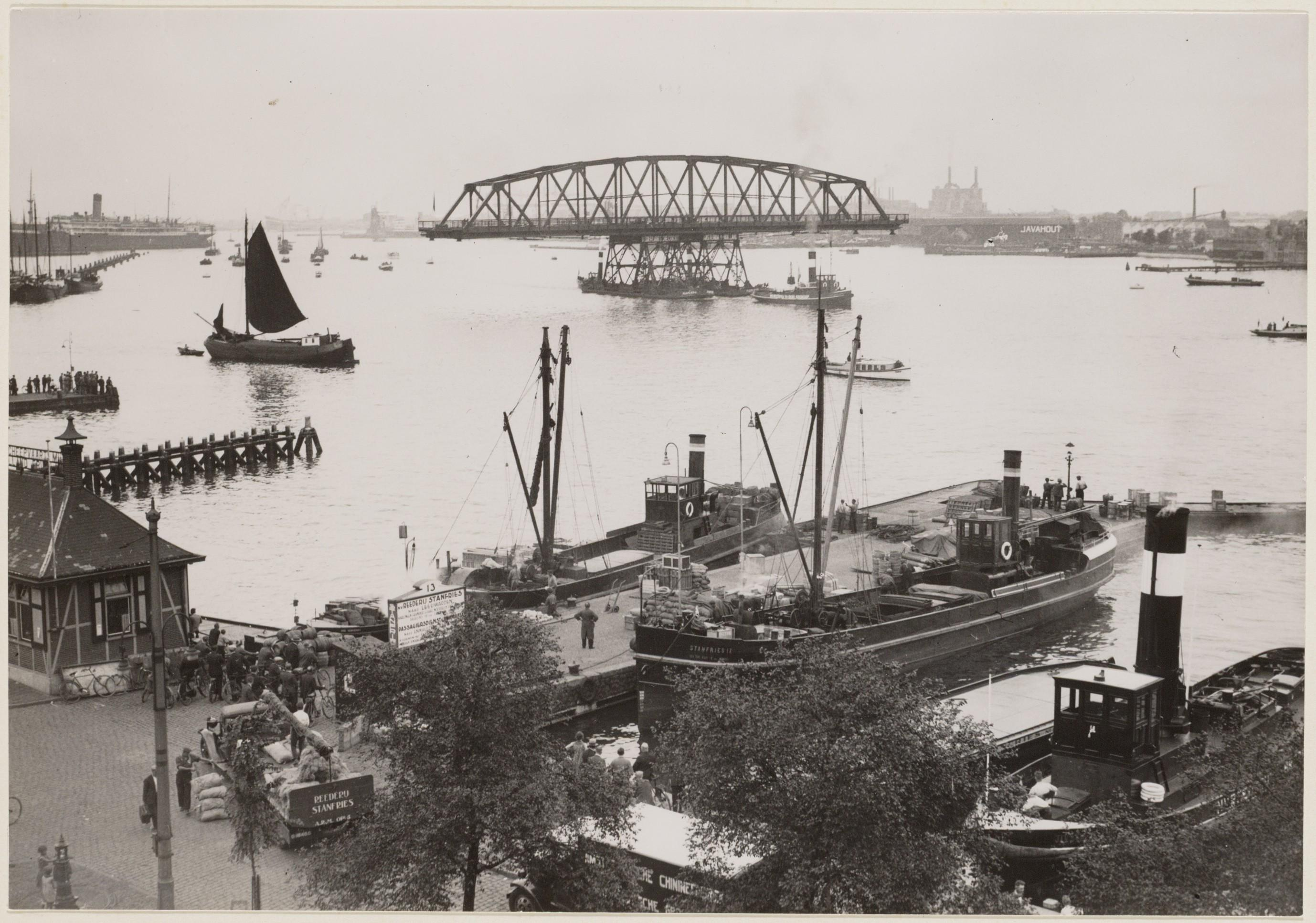
Transport van een brugdeel van de Muiderbrug over het IJ richting het Merwedekanaal; 22 juni 1933.
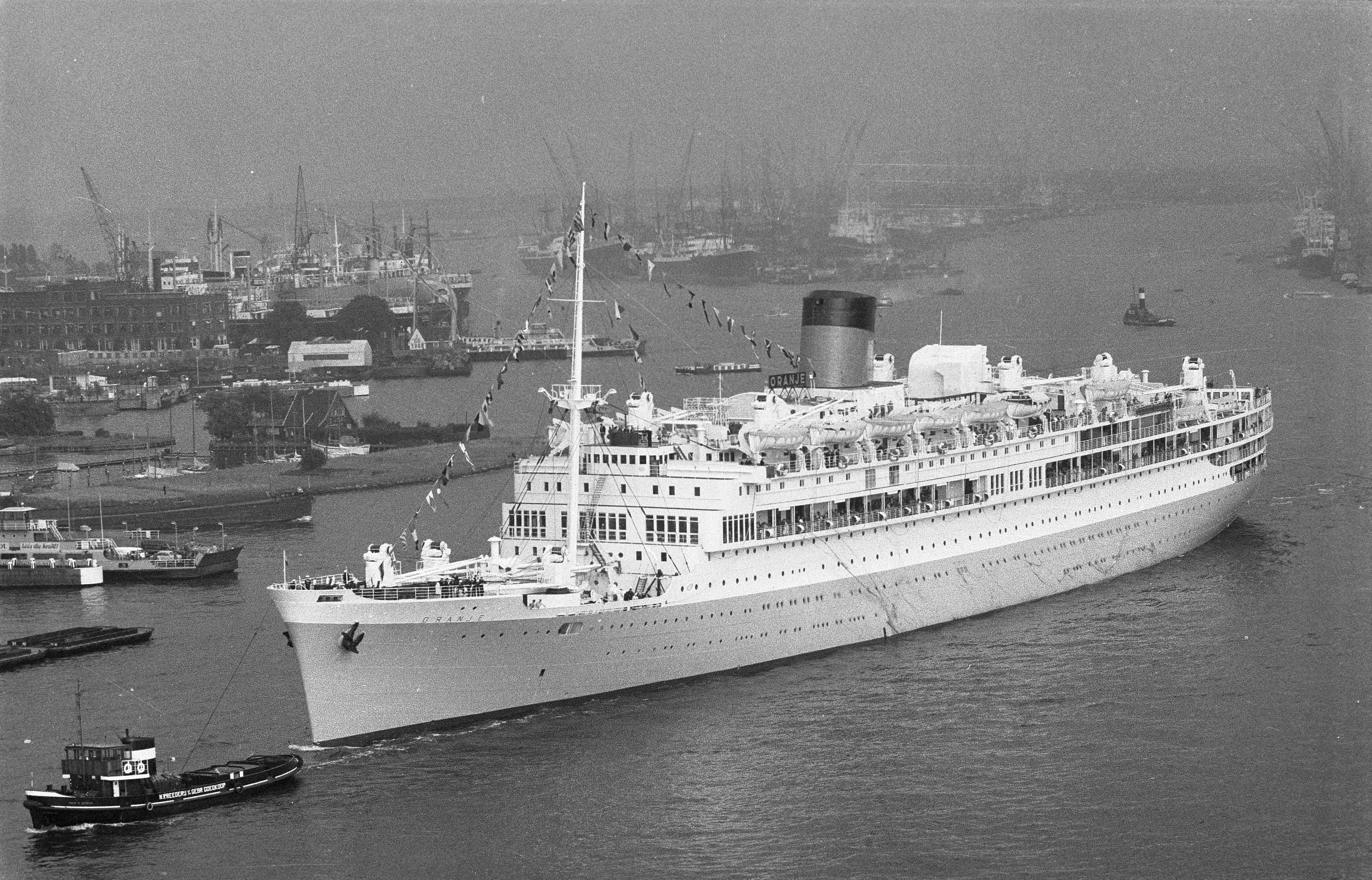
Het IJ met ms. Oranje in 1960.
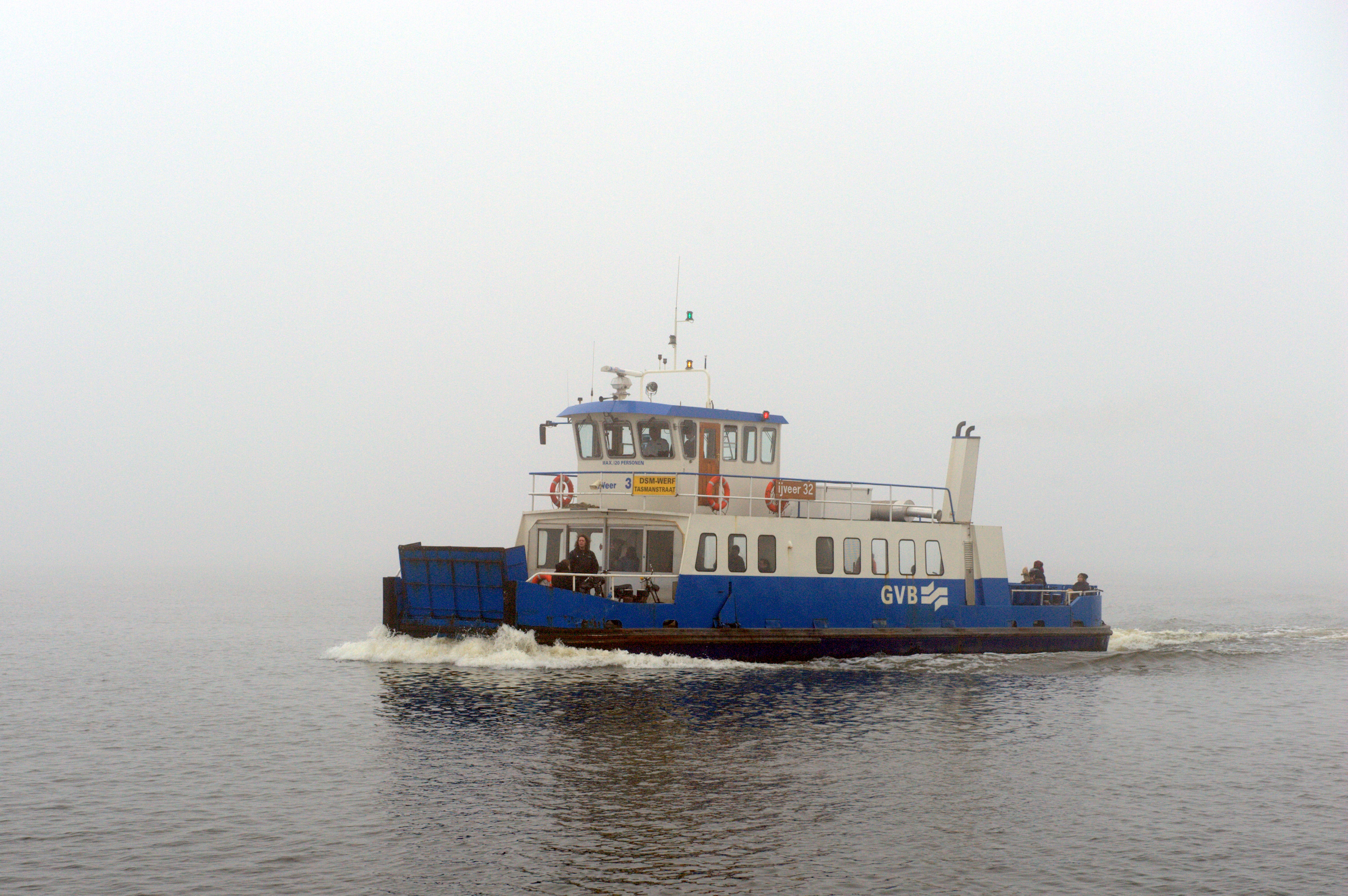
Een IJ-veer in dichte mist.
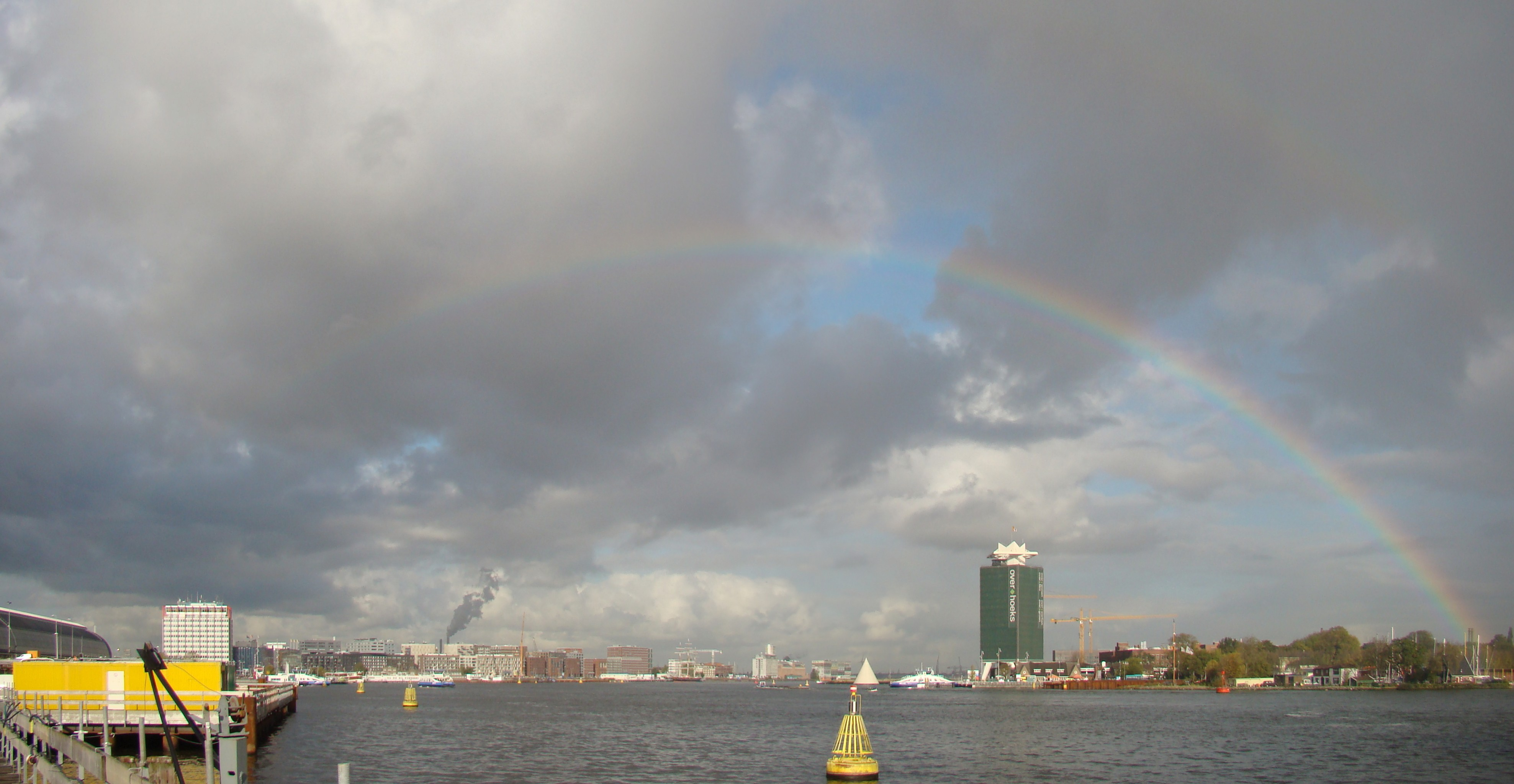
Het IJ met aan de linkerzijde het Centraal Station, aan de rechterzijde Amsterdam-Noord.
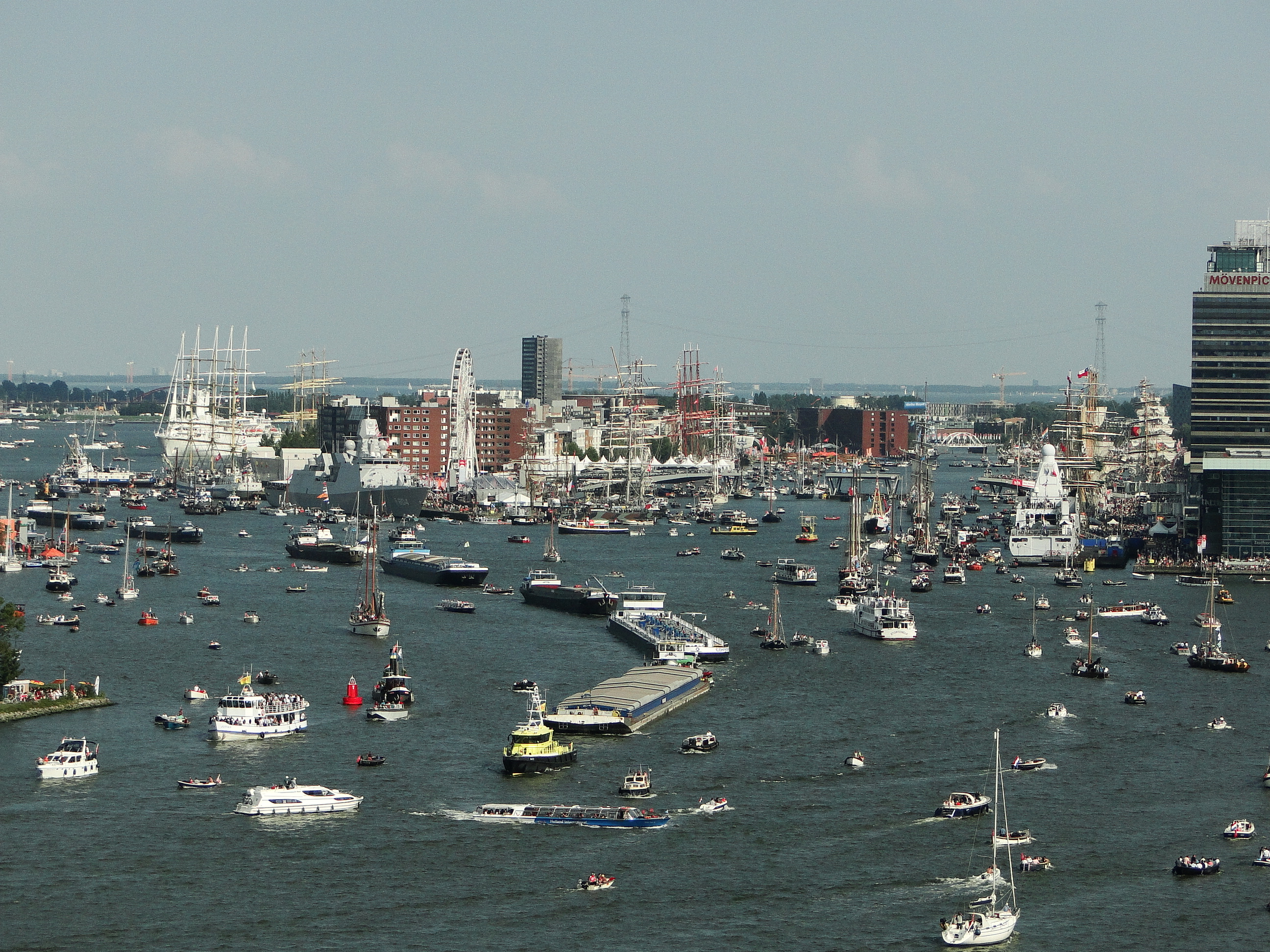
Drukte op het IJ met vrachtschepen, zeilschepen en pleziervaart tijdens Sail Amsterdam 2015.
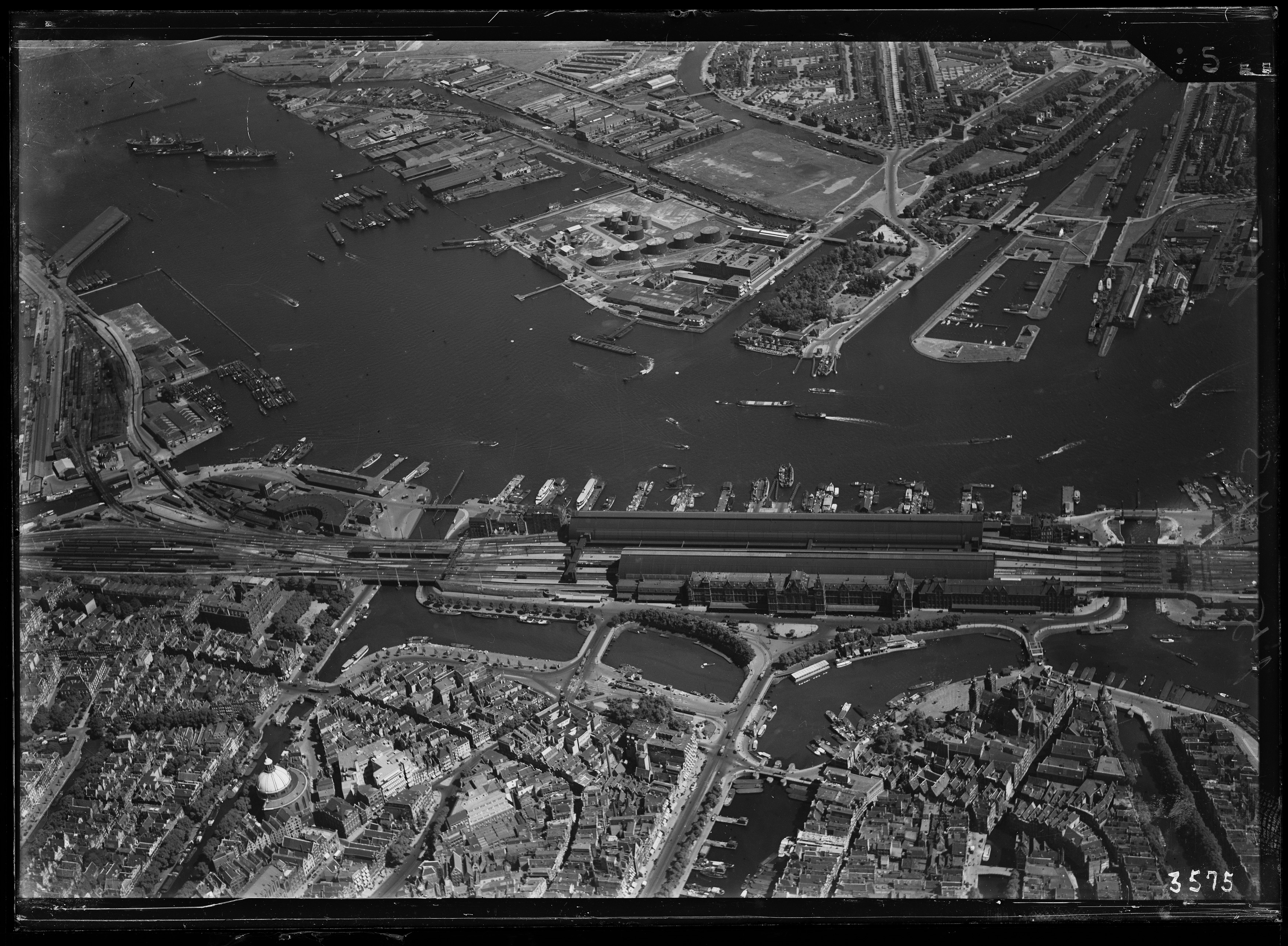
Luchtfoto van het IJ en omgeving, gezien in noordelijke richting. Op de voorgrond het het Damrak en het Stationseiland, op de achtergrond Amsterdam-Noord; circa 1930. Luchtvaartafdeeling, 1920-1940.
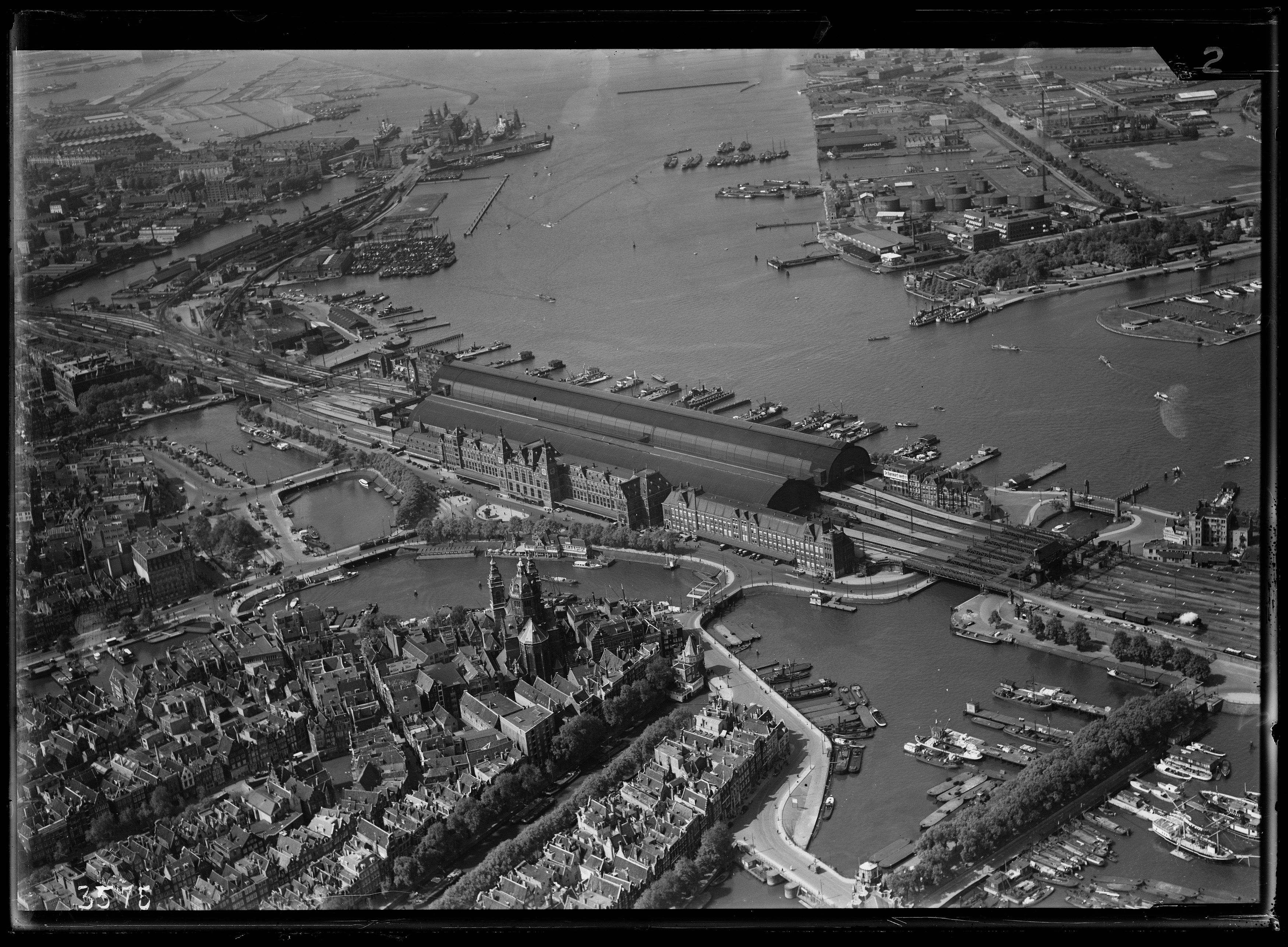
Luchtfoto van het IJ en omgeving, gezien in noordwestelijke richting. Op de voorgrond het het Oosterdok en het Stationseiland, op de achtergrond Amsterdam-Noord; circa 1930. Luchtvaartafdeeling, 1920-1940.
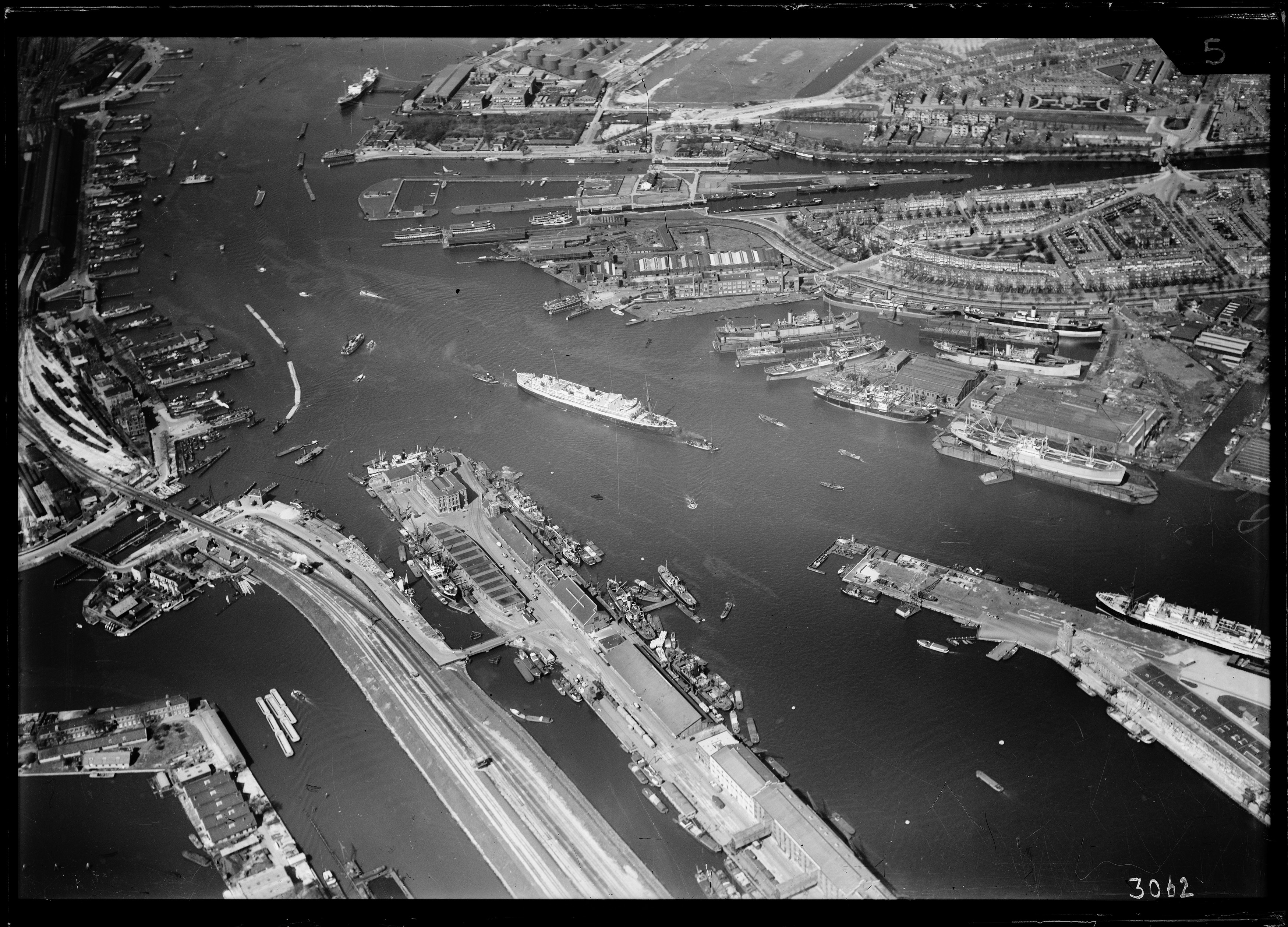
Luchtfoto van het IJ en omgeving, gezien in noordwestelijke richting. Op de voorgrond de Dijksgracht met de Piet Heinkade en de Oostelijke Handelskade. Rechts de IJhaven met de Javakade. Rechtsmidden de scheepswerf van de ADM. Daarachter de Meeuwenlaan en Vogelbuurt in Amsterdam-Noord. Midden boven de Willemssluizen in het Noordhollandsch Kanaal. Linksboven de De Ruijterkade; circa 1930. Luchtvaartafdeeling, 1920-1940.